# Satomi Suzuki
Satomi Suzuki (n. 29 ianuarie 1991, Fukuoka, Japonia) este o înotătoare japoneză, medaliată olimpică. A participat la 2 ediții ale Jocurilor Olimpice (2012, 2016) în care a câștigat o medalie de argint și două medalii de bronz.